# ODO (voetbalclub)
AV O.D.O (Arnhemsche Vereniging Overwinning Door Oefening) is een voormalig amateurvoetbalvereniging uit de Nederlandse stad Arnhem. De vereniging werd opgericht op 11 mei 1904. In 1908 probeerde Vitesse een fusiepoging omdat dit volgens de club beter voor de stad Arnhem was. In 1913 werd de club opgeheven.